# Гліквідон
Гліквідон (англ. Gliquidone, лат. Gliquidonum) — таблетований цукрознижуючий лікарський засіб класу сульфонамідів для прийому всередину. Гліквідон розроблений у лабораторії компанії «Boehringer Ingelheim», та застосовується у клінічній практиці з 1973 року.

## Фармакологічні властивості
Гліквідон — синтетичний препарат, що відноситься до класу сульфонамідів ІІ покоління. Механізм дії препарату полягає у вибірковому зв'язуванні гліклазиду з регуляторною субодиницею бета-клітин підшлункової залози, що призводить до підвищення секреції інсуліну бета-клітинами підшлункової залози, покращення інсулінозалежного обміну глюкози у периферичних тканинах, а також пригнічення глюконеогенезу в печінці. Оскільки гліквідон є препаратом короткої дії, його можна призначати хворим з підвищеним ризиком гіпоглікемії, зокрема літнім людям. Також оскільки гліквідон практично повністю виводиться з організму з фекаліями, то його можна призначати хворим з нирковою недостатністю або діабетичною нефропатією, але препарат протипоказаний при важкій печінковій недостатності.

### Фармакокінетика
Гліквідон швидко та добре всмоктується після перорального застосування, біодоступність препарату складає 80—95 %. Максимальна концентрація гліквідону в крові досягається у середньому протягом 2,25 години після прийому препарату. Гліквідон майже повністю (на 99 %) зв'язується з білками плазми крові. Препарат не проникає через гематоенцефалічний бар'єр та через плацентарний бар'єр, даних за виділення гліквідону в грудне молоко немає. Метаболізується препарат у печінці з утворенням малоактивних метаболітів. Виводиться гліквідон із організму практично повністю з калом (на 95 %), лише незначна частина препарату (близько 5 %) виводиться з сечею. Виведення гліквідону з організму двофазне, у першій фазі період напіввиведення препарату складає у середньому 1,2 години, у другій фазі період напіввиведення гліквідону складає 8 годин, цей час може збільшуватися при виражених порушеннях функції печінки.

## Покази до застосування
Гліквідон застосовують при цукровому діабеті ІІ типу при неефективності дієтотерапії та зниженні маси тіла.

## Побічна дія
При застосуванні гліквідону можуть спостерігатися наступні побічні ефекти:
- Алергічні реакції — свербіж шкіри, шкірний висип, кропив'янка, фотодерматоз, синдром Стівенса-Джонсона.
- З боку травної системи — нудота, блювання, біль у животі, сухість у роті, діарея або запор, холестаз.
- З боку нервової системи та органів чуттів — головний біль, запаморочення, парестезії, порушення акомодації.
- З боку обміну речовин — гіпоглікемія, зниження апетиту, збільшення маси тіла.
- З боку серцево-судинної системи — стенокардія, екстрасистолія, серцева недостатність, артеріальна гіпотензія.
- Зміни в лабораторних аналізах — гемолітична анемія, тромбоцитемія, лейкопенія.

## Протипокази
Гліквідон протипоказаний при підвищеній чутливості до препарату та похідних сульфанілсечовини, цукровому діабеті І типу, кетоацидозі, діабетичній комі та прекомі, виражених порушеннях функції печінки, стані після резекції підшлункової залози, при важких інфекціях, при вагітності та годуванні грудьми, в дитячому віці.

## Форми випуску
Гліквідон випускається у вигляді таблеток по 0,03 г.